# Comuna Prajila, Florești
Comuna Prajila este o comună din raionul Florești, Republica Moldova. Este formată din satele Prajila (sat-reședință), Antonovca, Frunzești și Mihailovca.

## Demografie
Conform datelor recensământului din 2014, comuna are o populație de 2.574 de locuitori. La recensământul din 2004 erau 3.384 de locuitori.

## Administrație și politică
Componența Consiliului local Prajila (11 consilieri), ales la 5 noiembrie 2023, este următoarea:
|  | Partid                           | Consilieri | Componență | Componență | Componență | Componență | Componență | Componență | Componență | Componență | Componență |
|  | -------------------------------- | ---------- | ---------- | ---------- | ---------- | ---------- | ---------- | ---------- | ---------- | ---------- | ---------- |
|  | Mișcarea „Respect Moldova”       | 9          |            |            |            |            |            |            |            |            |            |
|  | Partidul Acțiune și Solidaritate | 2          |            |            |            |            |            |            |            |            |            |